# Pukaviksbukten
Pukaviksbukten este o arie protejată (arie specială de conservare — SAC, sit de importanță comunitară — SCI) din Suedia întinsă pe o suprafață de 8.864,8 ha, integral pe uscat.

## Localizare
Centrul sitului Pukaviksbukten este situat la coordonatele 56°06′37″N 14°45′55″E / 56.1103°N 14.7653°E.

## Înființare
Situl Pukaviksbukten a fost declarat sit de importanță comunitară în ianuarie 1997 pentru a proteja un număr necunoscut de specii din flora spontană și fauna sălbatică aflate în arealul zonei. Situl a fost protejat și ca arie specială de conservare în martie 2011.

## Biodiversitate
Situată în ecoregiunile continentală și marină baltică, aria protejată conține 3 habitate naturale: Recifuri, Golfuri mici largi și golfuri puțin adânci, Bancuri de nisip acoperite în permanență slab de apă marină.
La baza desemnării sitului se află un număr nedeclarat de specii protejate.